# ناتالی مادوئنو
ناتالی مادوئنو (انگلیسی: Natalie Madueño؛ ‏ ۷ نوامبر ۱۹۸۷ – ) بازیگر اهل دانمارک است.
از فیلم‌ها یا برنامه‌های تلویزیونی که وی در آن نقش داشته‌است، می‌توان به باران و پترا اشاره کرد.